# Albtal (Landschaftsschutzgebiet)
Das Albtal war ein 620 Hektar großes Landschaftsschutzgebiet auf dem Gebiet der Gemeinden Marxzell, Karlsbad, Waldbronn und der Stadt Ettlingen im Landkreis Karlsruhe in Baden-Württemberg. Es wurde am 11. April 1953 ausgewiesen. Mit der Ausweisung des Naturschutzgebiets Albtal und Seitentäler und des Landschaftsschutzgebiets Albtalplatten und Herrenalber Berge am 1. Juni 1994 wurde die Verordnung aufgehoben und das Landschaftsschutzgebiet in die neuen Schutzgebiete integriert.
Es umfasste das Tal der Alb von der Landkreisgrenze bei Frauenalb bis kurz vor den Bahnhof Busenbach.